# Kościół św. Katarzyny Aleksandryjskiej w Valletcie
Kościół św. Katarzyny z Aleksandrii (malt. Knisja ta' Santa Katerina ta' Lixandra, ang. Church of St Catherine of Alexandria) – rzymskokatolicki kościół przy Victory Square (Misrah il-Vittorja) w Valletcie na Malcie. Sprawuje posługę religijną jako kościół parafialny społeczności włoskiej na Malcie. W związku z tym jest ogólnie bardziej znany jako kościół św. Katarzyny z Włoch (malt. Santa Katerina tal-Italja).

## Pochodzenie

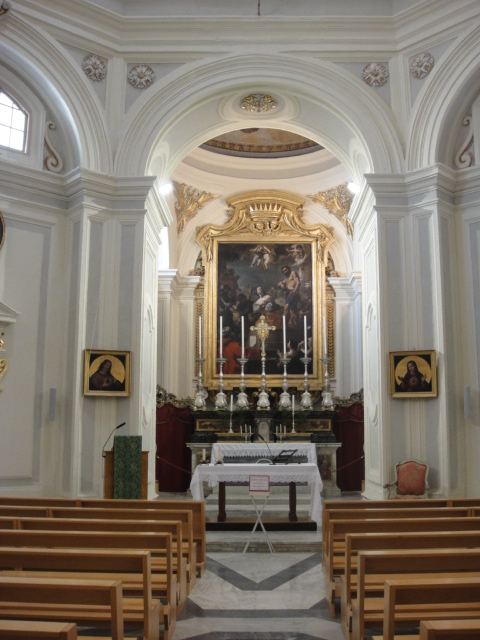
Wnętrze kościoła

Kościół zbudowany w roku 1576 przez włoskich rycerzy Zakonu św. Jana, aby służył jako kościół „Języka włoskiego”. Budynek przylega do Zajazdu Włoskiego. Do wykonania planów wybrany został Girolamo Cassar. W roku 1683 świątynia została powiększona. W roku 1710 dodany został imponujący portyk, projektu Romano Carapecchi. Ośmiokątny w kształcie kościół został dobudowany do istniejącej już kaplicy. Ona sama została przekształcona w prezbiterium kościoła. W kościele znajdują się trzy ołtarze. Jego podłoga jest wykonana z marmuru. Budynek przeszedł gruntowną renowację od roku 2001 do 2011. Dziś znów służy włoskiej społeczności Malty jako kościół parafialny.
Budynek kościoła umieszczony jest na liście National Inventory of the Cultural Property of the Maltese Islands pod nr 00569.

## Dzieła sztuki
Tytularny obraz, namalowany przez Mattia Pretiego w roku 1659 w Neapolu, przedstawia męczeństwo św. Katarzyny. Preti podarował obraz do kościoła po swoim przybyciu na Maltę, aby zademonstrować braciom Zakonu swój talent. Kopuła świątyni udekorowana również przez Pretiego. Namalował na niej dekoracyjne sztukaterie i ozdobne wzory w kolorze szarym i złotym.